# Сил (река)
Сил (англ. Seal River — «тюленья река») — река в северной части провинции Манитоба (Канада). Впадает в Гудзонов залив.

## География
Берёт начало в озере Шетаней при слиянии рек Норт-Сил и Саут-Сил и течёт на восток до впадения в Гудзонов залив. Длина реки равна 260 километрам, площадь водосборного бассейна — 46485 км².
Река была названа «тюленьей» из-за большого числа тюленей в устье реки, которые порой поднимаются на 200 километров вверх по течению.
Основные притоки:
- озеро Шетаней (исток):
  - Норт-Сил (левый), длиной около 200 км, течёт с запада на восток через озёра Эгенолф (Egenolf Lake) и Стони-Лейк
  - Саут-Сил (правый), длиной около 240 км, течёт с юго-запада на северо-восток через озёра Биг-Санд, Чипевиан, Тадул
- Волверайн (Wolverine River) (левый), течёт с севера на юг через озёра Баралзон и Неджанилини
- Биг-Спрус (Big Spruce River) (левый), течёт с севера на юг[3]

На всём протяжении реки постоянных поселений нет, устье реки находится в 45 км от города-порта Черчилл (около тысячи жителей), а ближайшим к реке населённым пунктом является посёлок Тадул-Лейк (250 жителей), который расположен на берегу реки Саут-Сил возле озера Тадул.
Сил — наибольшая из оставшихся незапруженными рек в северной Манитобе и в наибольшей степени сохранившей в неприкосновенности свою неповторимую природу. Река протекают по местности, сохраняющей отпечаток огромного ледника, существовавшего здесь в последний ледниковый период. Ледниковые проявления есть везде. Озы, шириной до 300 метров простираются порой на несколько сотен километров в меридиональном направлении, являясь иногда полуостровами в озёрах. Наибольшие в северной Манитобе поля друмлинов также были сформированы ледником. После таяния ледника в области эстуария реки происходит гляциоизостазия — поднятие со скоростью около 53 сантиметров в столетие, то есть скорость подъёма земной поверхности в этом районе одна из самых высоких в мире.

## Флора и фауна
Речная долина даёт хорошее представление о субарктическом северном лесе на щите докембрийских пород и об арктической тундре низменности Гудзонова залива. Долина — также место произрастания 33 разновидностей редких для Манитобы растений, а также место, где растут высокобонитетные белые ели и американские лиственницы.
Река, слишком порожистая даже для первых мехоторговцев, по-прежнему остаётся домом для многих диких животных и птиц. В долине реки обычны американский лось, чёрный медведь, волк, лисица, заяц, утка, белая куропатка, канадская казарка, выдра и бобер. Намного реже встречается росомаха, беркут, лысый орёл, скопа и белый медведь. В водах реки много щуки и хариуса, а озёрная форель водится в водах озера Шетаней. Но более важно то, что эстуарий реки — это место появления на свет детенышей у более чем трёх тысяч белух.

## История
Число археологических находок вдоль реки необычно велико. Кресала, скребки, молотки и другие предметы часто появляются на поверхности озов и вдоль маршрутов миграции карибу, между Тадулом и островом Грейт. Самым старым находкам около 7 тысяч лет и они относятся к периоду, когда в долине реки жили палеоиндейцы.
Первым европейцем, побывавшим в этих местах, был Самюэль Хирн, который в феврале 1771 года вместе с проводниками-индейцами прошёл по снегу вдоль рек Сил и Волверайн, во время своего путешествия на север в поисках месторождений меди. Хирн стал первым белым человеком на территории Америки, который достиг Северного Ледовитого океана по суше. Журналы и карты Хирна были важным источником знаний о канадском севере вплоть до начала XX столетия.
В 1987 году река Сил была номинирована, а в 1992 году включена в Список охраняемых рек Канады.